# Krásná Lípa (Březová)
| \| \| |
|       |

|  |

| \| \| |
|       |

|  |

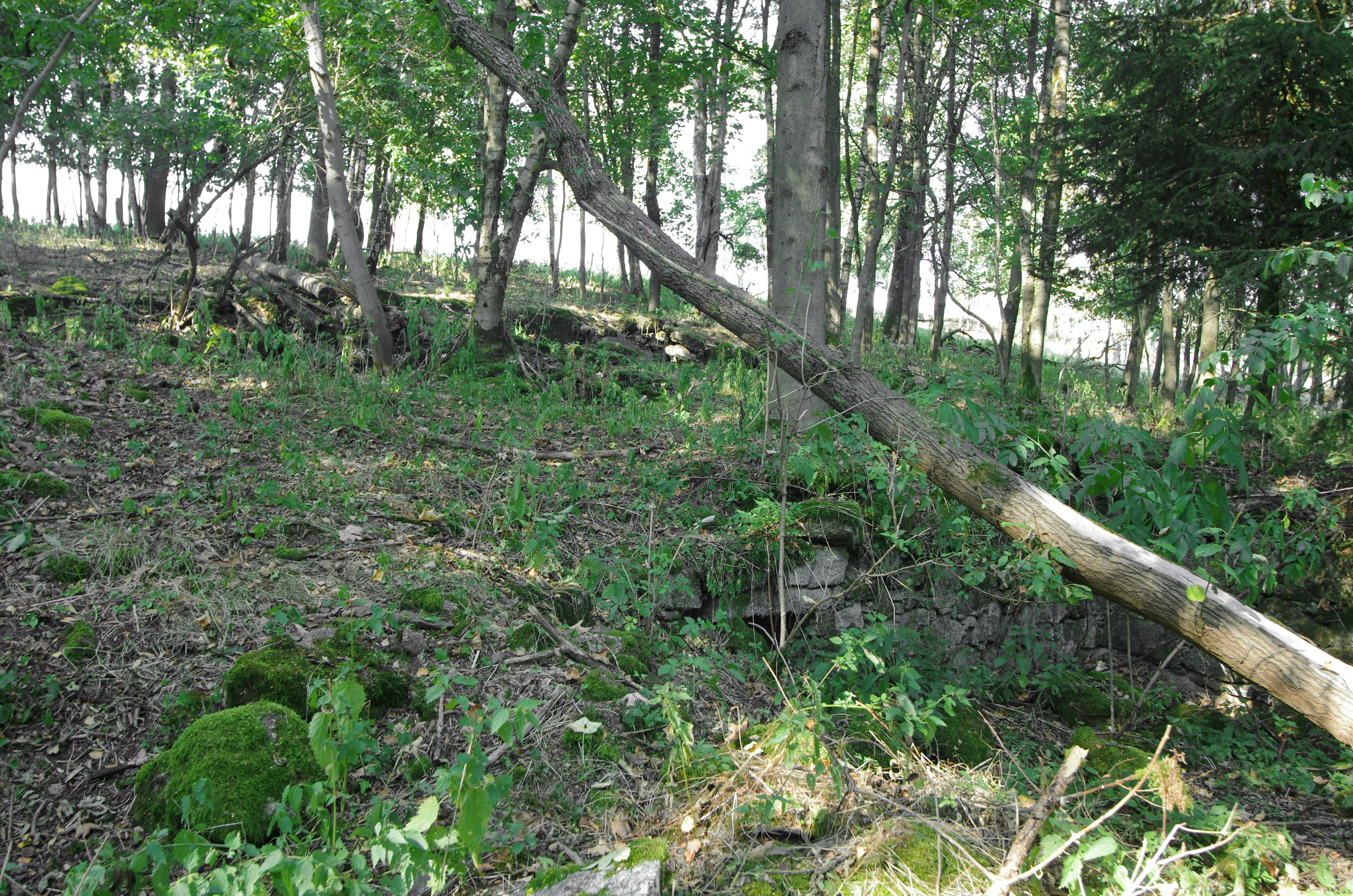
Mauerreste des Dorfes

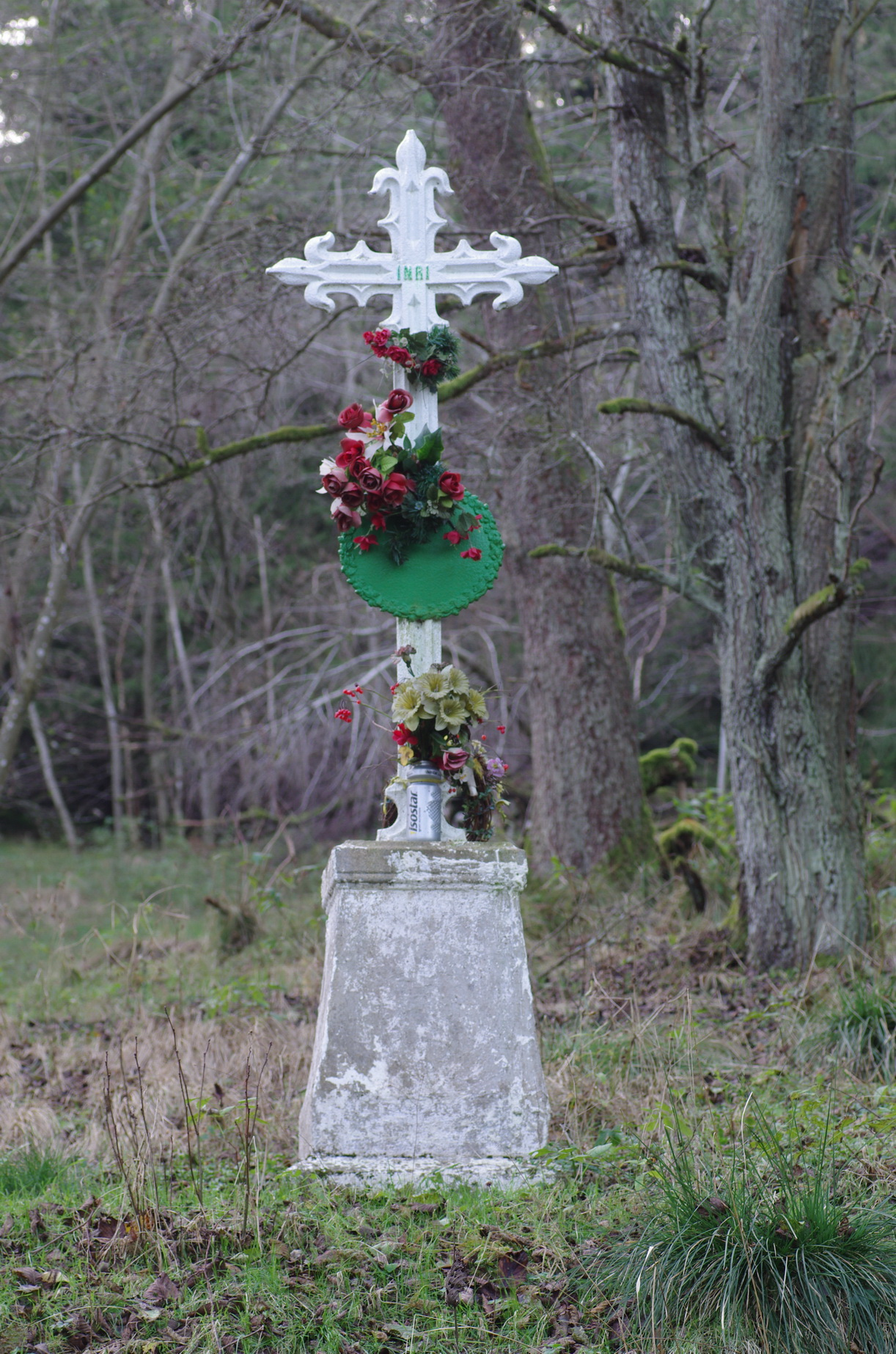
Wegkreuz südlich des Stausees an der Straße nach Lazy

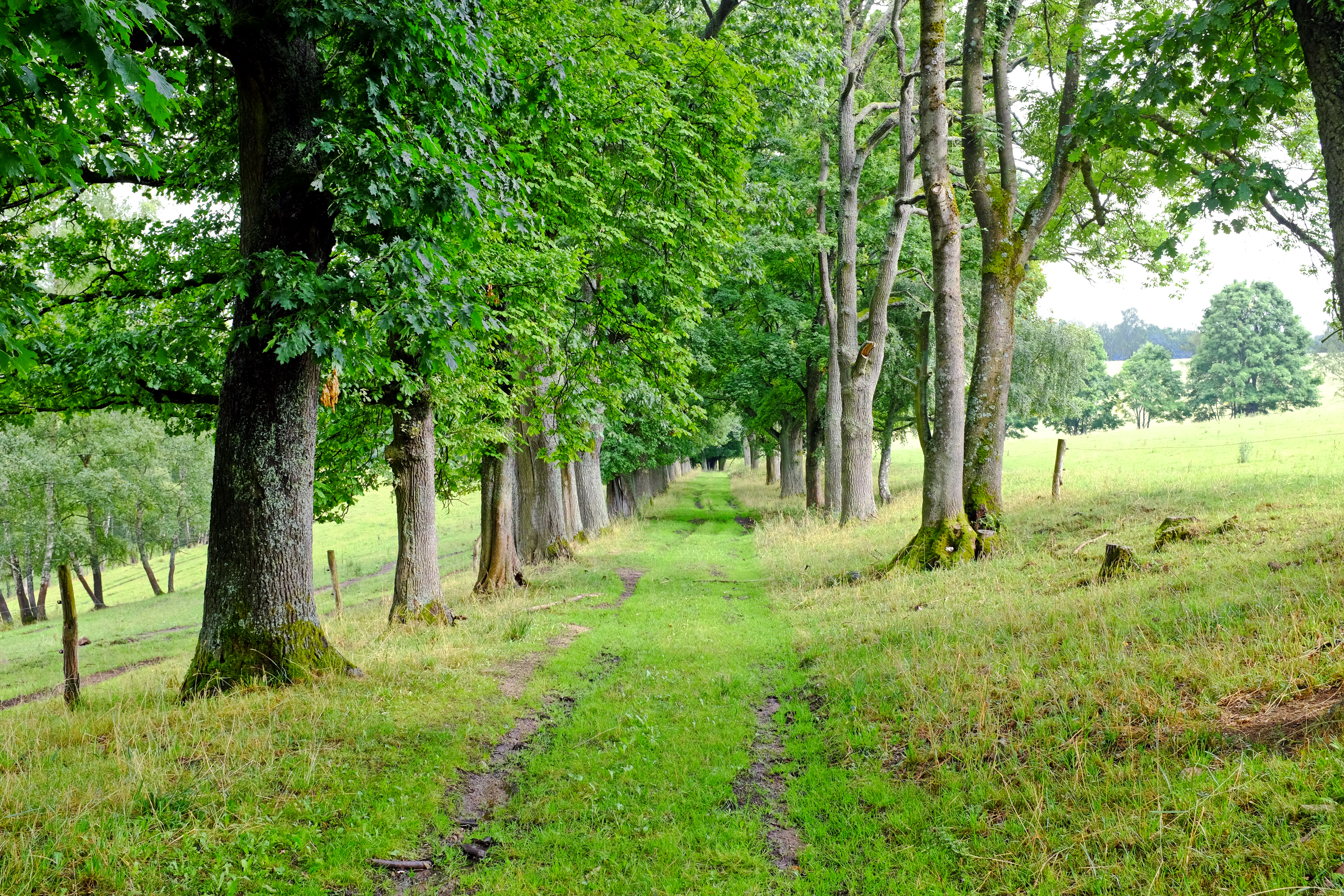
Alte Allee nordwestlich des Dorfes

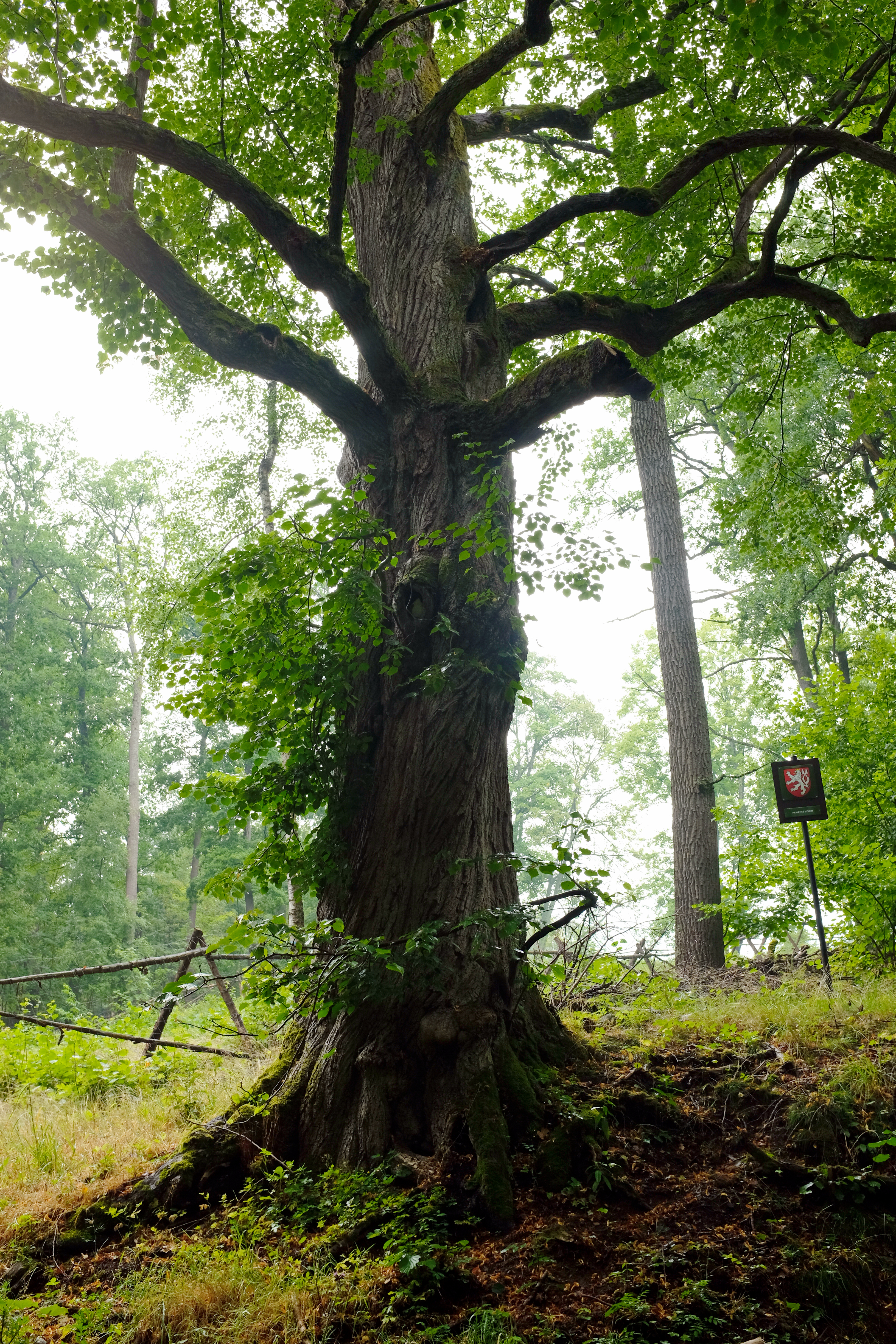
Linde von Krásná Lípa

Krásná Lípa (deutsch Schönlind) ist eine Wüstung im westböhmischen Slavkovský les (Kaiserwald). Sie gehört als Grundsiedlungseinheit anteilig zum Ortsteil Kostelní Bříza der Stadt Březová und zur Gemeinde Rovná im Okres Sokolov.

## Geographie
Krásná Lípa befand sich zehn Kilometer südlich von Sokolov am Abzweig der Straße von Kostelní Bříza (Kirchenbirk) in Richtung Lazy (Perlsberg) und dem nicht mehr vorhandenen Dorf Ostrov (Wöhr). Das Dorf lag linksseitig der Velká Libava (Große Liebau) in einem kurzen Seitental; das jüdische Viertel, die Synagoge sowie der jüdische Friedhof lagen rechts der Großen Liebau. Südöstlich erhebt sich der Ríjiště (783 m. n.m.), im Nordwesten der Vašíček (684 m. n.m.). In Krásná Lípa wird die Velká Libava im Stausee Rovná angestaut.
Umliegende Orte waren Bystřina (Reichenbach) im Norden, Rovná (Ebmeth) im Nordosten, Vranov (Frohnau) im Osten, Lazy und Horní Žitná (Ober Rockendorf) im Süden, Dolní Žitná (Unter Rockendorf), Smrkovec (Schönficht) und Ostrov im Südwesten, Týmov (Tiefengrün) und Zadní Domky (Hinterhäuser) im Westen sowie Arnoltov (Arnitzgrün) im Nordwesten.

## Geschichte
Der Ort wurde wahrscheinlich im 13. Jahrhundert gegründet. Die erste urkundliche Erwähnung von Schönlinde erfolgte um 1370 im Lehnbuch der Landgrafen von Leuchtenberg; Besitzer des Afterlehns waren zu der Zeit hälftig Humprecht von Künsberg sowie die Brüder Engelhart, Wiezlin, Humprecht und Jaroslaw von Königswart. Nachfolgend waren verschiedene Rittergeschlechter mit dem Gut belehnt. Im Falkenauer Stadtbuch von 1512 wurde das Dorf als Schönlinth bezeichnet. Engelhard von Štampach, der das Gut seit Beginn des 16. Jahrhunderts besaß, übergab es vor 1525 an Erdmann Ferdinand von Schönau. Bei dem Eintrag im Urbar der Grafen Schlick findet sich erstmals die Namensform Schönlind. Später gelangte das Gut an die Herren von Štampach zurück, die 1588 das Schloss erbauen ließen. 1627 wurde das Gut im Elbogener Lehnbuch dem Albrecht von Štampach zugeschrieben. Der Protestant entschied sich wenig später im Zuge der Rekatholisierung für das Exil und übertrug das Gut Schönlind seinem Bruder, der es mit seinem Gut Kirchenbirk vereinigte. In der Mitte des 17. Jahrhunderts wurde Schönlind wieder von Kirchenbirk abgetrennt und an den Besitzer der Güter Ebmeth und Frohnau, Adam Melchior Mosser von Oettingen, der möglicherweise ein Vorfahre der Karlsbader Glasmacherfamilie Moser war, verkauft. Nach der Berní rula bestand Schönlind zu dieser Zeit aus 20 Bauernwirtschaften; zum Gut gehörten zu dem die Dörfer Rockendorf (19 Bauern), Reichenbach (14 Bauern), Wöhr (13 Bauern) und Tiefengrün (5 Bauern).
Im Jahre 1775 bestand Schönlind einschließlich Hinterhäuser, Tiefengrün und Wöhr aus 79 Häusern. 1787 kaufte Wolfgang Julius Ritter von Schönau das Gut Schönlind; das Dorf Schönlind bestand zu dieser Zeit aus 79 Häusern. Durch den Ankauf umliegender Dörfer konnte sein Sohn Johann von Schönau das Gut erheblich erweitern. Im Jahre 1797 verkaufte er das Gut an Friedrich Adolph Zwanziger, der es 1807 an Josef Dollner veräußerte. Schönlind war zu dieser Zeit vor allem durch Getreide-, Flachs- und Kartoffel- und Hopfenanbau sowie Rinderzucht geprägt. Darüber hinaus arbeiteten die Bewohner häufig als Waldarbeiter oder Kohlenbrenner. Im Ort gab es vier Fischteiche. Die Brauerei hatte einen jährlichen Ausstoß von 1800 Hektoliter Bier. Dollner verkaufte das Gut Schönlind ohne Tiefengrün, das er an den Egerer Unternehmer Josef Riedel veräußert hatte, 1810 an den Montanunternehmer Johann David Starck. Dieser kaufte 1814 von Josef Riedel das Gut Tiefengrün hinzu und vereinigte beide wieder. Starck überschrieb das Gut Schönlind samt Tiefengrün im selben Jahre seinem ältesten Sohn Josef Carl. 1826 errichtete Johann David Starck in Schönlind eine Eisenhütte. Nachdem der Hüttenbetrieb 1837 eingestellt worden war, schenkte Starck das Gebäude 1841 der Gemeinde, die es zur Schule umbaute. Zur Versorgung des Hammerwerkes mit Rohstoffen kaufte Josef Carl Starck am 18. März 1838 für 8000 Gulden von Clemens von Junker und Bigato das Eisenbergwerk Carl Adalbert in Sangerberg mit dem Hochofen, den Vorräten und zwei Eisenhämmern in Ober und Unter Perlsberg.
Im Jahre 1845 umfasste das im Elbogener Kreis gelegene Gut Schönlind samt Tiefengrün eine Nutzfläche von 1528 Joch 1091 Quadratklafter, auf denen 1420 deutschsprachige Personen, darunter 38 jüdische Familien, lebten. Haupterwerbsquellen bildeten der Feldbau und die Viehzucht, die Juden lebten vom Handel. Die Herrschaft bewirtschaftete zwei Meierhöfe in Schönlind und Tiefengrün sowie eine Schäferei in Schönlind; außerdem unterhielt sie vier kleine Forellenteiche bei Schönlind. Der Tiefengrüner Anteil umfasste nur das gleichnamige Dorf, zum Schönlinder Teil gehörte neben Schönlind auch Wöhr. Das Dorf Schönlind bestand aus 109 Häusern mit 880 Einwohnern, davon 37 jüdische Familien. Unter dem herrschaftlichen Patronat stand die mit einem eigenen Lehrer versehene Schule. Im Ort gab es zudem ein herrschaftliches Schloss mit einer Schlosskapelle des hl. Josef, einen dominikalen Meierhof mit Schäferei, ein dominikales Bräuhaus, ein dominikales Branntweinhaus und zwei Wirtshäuser. Zu Schönlind konskribiert waren mehrere abgelegene Ansiedlungen: der herrschaftliche Eisenhammer, in dem Stab-, Reif- und Zaineisen produziert wurden, eine Mühle mit Brettsäge an der Großen Liebau, die Grundhäuser (drei Dominikalhäuser bei Reichenbach) sowie drei weitere verstreute Dominikalhäuser. Pfarrort war Kirchenbirk. Bis zur Mitte des 19. Jahrhunderts war Schönlind ein landtäfliges Gut.
Nach der Aufhebung der Patrimonialherrschaften bildete Schönlind ab 1850 mit den Ortsteilen Hinterhäuser, Tiefengrün und Wöhr eine Gemeinde im Gerichtsbezirk Falkenau. Am 16. Januar 1851 verstarb Josef Carl Starck unerwartet auf Schloss Oberschönbach. Die Starckschen Erben verkauften das Gut Schönlind 1865 zusammen mit der Eisenhütte Perlsberg an Johann Gottfried Opitz. Ab 1868 gehörte die Gemeinde zum Bezirk Falkenau. 1869 hatte Schönlind 736 Einwohner. Wöhr löste sich 1877 los und bildete eine eigene Gemeinde. Die Freiwillige Feuerwehr wurde 1877 gegründet. In den 1880er Jahren kaufte Otto Friedrich von Schönburg-Waldenburg das Gut Schönlind; es diente den Fürsten von Schönburg-Waldenburg hauptsächlich zur wirtschaftlichen Versorgung ihres Jagdschlosses Glatzen. Der Schönlinder Eisenhammer bestand bis zum Ende des 19. Jahrhunderts und produzierte Schaufeln, Hacken und landwirtschaftliche Geräte. Im Jahre 1900 lebten in Schönlind 634 Personen. Nach dem Ersten Weltkrieg zerfiel der Vielvölkerstaat Österreich-Ungarn, die Gemeinde wurde 1918 Teil der neu gebildeten Tschechoslowakischen Republik. Beim Zensus von 1921 lebten in den 127 Häusern der Gemeinde Schönlind 663 Personen, davon 662 Deutsche und ein Tscheche. 1923 wurde der tschechische Ortsname Krásná Lípa eingeführt; dies erfolgte ebenso für den Hinterhäuser (Zadní Domky). Im Jahre 1930 hatte die Gemeinde 660 Einwohner. Nach dem Münchner Abkommen wurde Schönlind 1938 dem Deutschen Reich zugeschlagen und gehörte bis 1945 zum Landkreis Falkenau an der Eger. 1939 lebten in der Gemeinde 610 Personen. Nach der Aussiedlung der deutschen Bewohner nach Ende des Zweiten Weltkrieges konnten die Orte des Kaiserwaldes wegen der rauen und unwirtlichen Bedingungen nur geringfügig wiederbesiedelt werden. Am 15. Oktober 1946 fasste die tschechoslowakische Regierung den Beschluss zur Errichtung eines Truppenübungsplatzes in dem verödeten Landstrich. Im Zuge der Einrichtung des Truppenübungsplatzes Prameny wurde Krásná Lípa 1948 gänzlich abgesiedelt. Im Jahre 1949 erfolgte die offizielle Aufhebung der Gemeinde Krásná Lípa und die Eingemeindung nach Kostelní Bříza. Das geräumte Dorf wurde danach bei Militärübungen zerschossen und die Ruinen 1953 bei der Räumung des Militärgebietes dem Erdboden gleichgemacht. Im Jahre 1954 wurde der Truppenübungsplatz Prameny wieder aufgehoben. 1962 begann in Krásná Lípa der Bau einer Trinkwassertalsperre für die Gemeinde Rovná. Wegen der zu Trinkwasserzwecken ungeeigneten Wasserqualität der Velká Libava wurde Rovná schließlich an die Wasserversorgung von Kostelní Bříza angeschlossen und die Talsperre sich selbst überlassen.

## Ortsgliederung
Krásná Lípa ist Teil der Gemeinden Březová und Rovná. Nach dem Talsperrenbau wurde die Gemarkung an der Velká Libava geteilt.
Die Wüstung gliedert sich in die Katastralbezirke Krásná Lípa u Březové (607 ha) und Krásná Lípa u Rovné (90 ha).

## Sehenswürdigkeiten
- Jüdischer Friedhof, er wurde wahrscheinlich im 16. Jahrhundert angelegt und ist der einzige erhaltene Teil des Dorfes
- Talsperre Rovná an der Velká Libava
- Allee mit alten Ahorn- und Kastanienbäumen, nordwestlich des ehemaligen Dorfes
- Linde von Krásná Lípa, Baumdenkmal seit 2018
- Wegkreuz an der Straße nach Lazy, es wurde wieder aufgefunden und restauriert

## Nicht erhaltene Denkmale
- Schloss Schönlind mit Schlosskapelle des hl. Josef, erhalten sind eingestürzte Kellergewölbe
- Statue des hl. Johannes von Nepomuk, im Ortszentrum
- Statue der Jungfrau Maria, am Hang gegenüber dem Schloss, von ihr sind Reste des Sockels verblieben
- Denkmal für die Gefallenen des Ersten Weltkrieges, es stand am Abzweig von der Hauptstraße ins Dorf
- Synagoge, erhalten sind unterhalb des Friedhofes die Grundmauern